# Tomáš Malec (fotbalista)
Tomáš Malec (* 5. ledna 1993, Trenčín) je slovenský fotbalový útočník a reprezentant, hráč klubu LASK Linz, od srpna 2017 hostuje v klubu DAC Dunajská Streda. Mimo Slovensko působil na klubové úrovni v ČR, Rakousku a Norsku. Jeho fotbalovými vzory jsou Švéd Zlatan Ibrahimović a krajan Martin Jakubko.

## Klubová kariéra
Svoji fotbalovou kariéru začal v TJ Melčice – Lieskové, odkud ještě jako dorostenec přestoupil do FK AS Trenčín. Zde se posléze propracoval do prvního mužstva. Začínal v obraně, poté se přesunul do zálohy a nakonec zakotvil v útoku.
Téměř celou sezonu 2012/13 hostoval v Liptovském Mikuláši. V létě 2013 se vrátil do Trenčína. 28. července 2013 vstřelil hattrick ve druhém ligovém kole sezóny 2013/14 proti hostujícímu týmu Slovanu Bratislava. Trenčín zvítězil 4:2. V sezoně 2013/14 nastřílel v lize celkem 14 branek, stal se tak králem ligových kanonýrů. Svými gólovými příspěvky pomohl Trenčínu ke konečnému 2. místu a postupu do evropských pohárů.
S Trenčínem se tedy následně představil v Evropské lize UEFA 2014/15, v odvetném utkání 3. předkola proti anglickému celku Hull City AFC vstřelil gól, ale Trenčín po prohře 1:2 a předchozí remíze 0:0 ze soutěže vypadl.
V srpnu 2014 přestoupil podle slovenských médií z Trenčína do norského klubu Rosenborg Trondheim, smlouvu měl podepsat na 4 roky. Norský tisk však referoval o ročním hostování s opcí na přestup.
Stal se druhým Slovákem v historii klubu, před ním zde působil Marek Sapara. Vyšlo najevo, že šlo skutečně pouze o roční hostování s opcí, kterou činitelé Rosenborgu Trondheim nevyužili a Malec se tak vrátil v létě 2015 do Trenčína.
V srpnu 2015 se dohodl na ročním hostování bez opce v klubu SK Sigma Olomouc. V 1. české lize debutoval 12. 9. 2015 v utkání proti FC Vysočina Jihlava (výhra 2:1), v utkání vstřelil vítězný gól. Celkem odehrál v sezóně 2015/16 za Sigmu 15 ligových utkání a vstřelil 4 branky.
V červenci 2016 se stal hráčem rakouského klubu LASK Linz. Vzápětí se vrátil do Norska, tentokrát na hostování do klubu Lillestrøm SK. V srpnu 2017 změnil adresu, šel hostovat na Slovensko do prvoligového týmu DAC Dunajská Streda, který potřeboval posílit ofenzivu po odchodu hrotového útočníka Pavola Šafranka do dánského mužstva Aalborg BK.

## Reprezentační kariéra
Malec je bývalým slovenským reprezentantem do 21 let. S týmem U21 vyhrál v září 2014 3. kvalifikační základní skupinu (zisk 17 bodů) před druhým Nizozemskem (16 bodů), což znamenalo účast v baráži o Mistrovství Evropy hráčů do 21 let 2015 v České republice.
V lednu 2017 jej trenér Ján Kozák nominoval do slovenské reprezentace složené převážně z ligového výběru pro soustředění ve Spojených arabských emirátech, kde mužstvo Slovenska čekaly přípravné zápasy s Ugandou a Švédskem. Debutoval 8. ledna v Abú Zabí proti Ugandě (porážka 1:3) a byl i u vysoké porážky 0:6 12. ledna proti Švédsku.

## Úspěchy

### Individuální
- 1× nejlepší střelec 1. slovenské ligy (2013/14 – 14 gólů v dresu FK AS Trenčín)[3]